# 鳩ヶ谷市
鳩ヶ谷市（はとがやし）は、かつて埼玉県南東部に存在した人口約6万1千人の市。東京都特別区部への通勤率は34.7%、川口市への通勤率は21.0%であった（いずれも平成22年国勢調査）。2011年（平成23年）10月11日に川口市に編入合併し、消滅した。
大宮台地の最南端にあたる。廃止時点での面積は日本の市の中で、蕨市に次いで2番目に小さかった。埼玉高速鉄道の開通により、合併前から経済発展、人口増加が著しかった。

## 概要
江戸時代には日光御成街道に鳩ヶ谷宿が置かれ、宿場町や市場町として発展した。
長年交通手段が路線バスしかなく（首都圏近郊では他に武蔵村山市がある）、「陸の孤島」などと揶揄されてきたが、2001年（平成13年）3月28日に埼玉高速鉄道が開業して以降、賃貸マンションの建設ラッシュが起きた。反面、周辺町村と比べてやや開発が遅れていたことが幸いし、宿場町や市場町の面影が見られる。

## 都市化
住宅・商業・工業と地区が分けられている。
人口は、埼玉高速鉄道線の開通を機に急激に増加した。それにより、大規模マンションや商業施設が建設されている。
交通面では、東京メトロ南北線や東急目黒線に直通している埼玉高速鉄道線鳩ヶ谷駅や南鳩ヶ谷駅の開業により、都心へのアクセスが大幅に向上した。また、鳩ヶ谷駅からの始発電車も設定されている。鳩ヶ谷駅周辺は、日光御成街道の宿場町や市場町という昔ながらの雰囲気を強く受け、老舗が数多く立ち並んでいる。
路線バスの運行も発達しており、JR京浜東北線の蕨駅 - 赤羽駅までの各駅へのアクセスが柔軟である。市内循環バス「ミニは〜と」(2013年12月14日 廃止)は、運賃が全区間大人100円、子供50円で利用可能であった。また、国道122号や埼玉県道1号さいたま川口線・埼玉県道58号台東鳩ヶ谷線（第二産業道路）などの道路が多くあるため、自動車での来訪者も多い。

## 地名の由来
明確な由来は解明されていないが、鳩ヶ谷の地名の「谷」については、大宮台地の斜面に食い込む谷が多い地形に由来している。「鳩」については、平安時代の『和名抄』という史料に武蔵国足立郡発度郷という地名が存在し、この発度郷をハト郷あるいはハット郷と読んでいたとする説があり、台地の先端部すなわち端（ハシ）という音がハトに転訛したという説も存在する。別の説では、窪地の意味を表す「ホト」が訛って鳩になり、周りが谷状になっているため「谷」が付け足されたとされる。

## 地理
当市南東部の八幡木三丁目が東京都足立区入谷九丁目に隣接している（隣接部分は約700m）ほかは、川口市に囲まれていた。市内の地形は南側は平地だが、北上するにしたがって標高が高くなる。

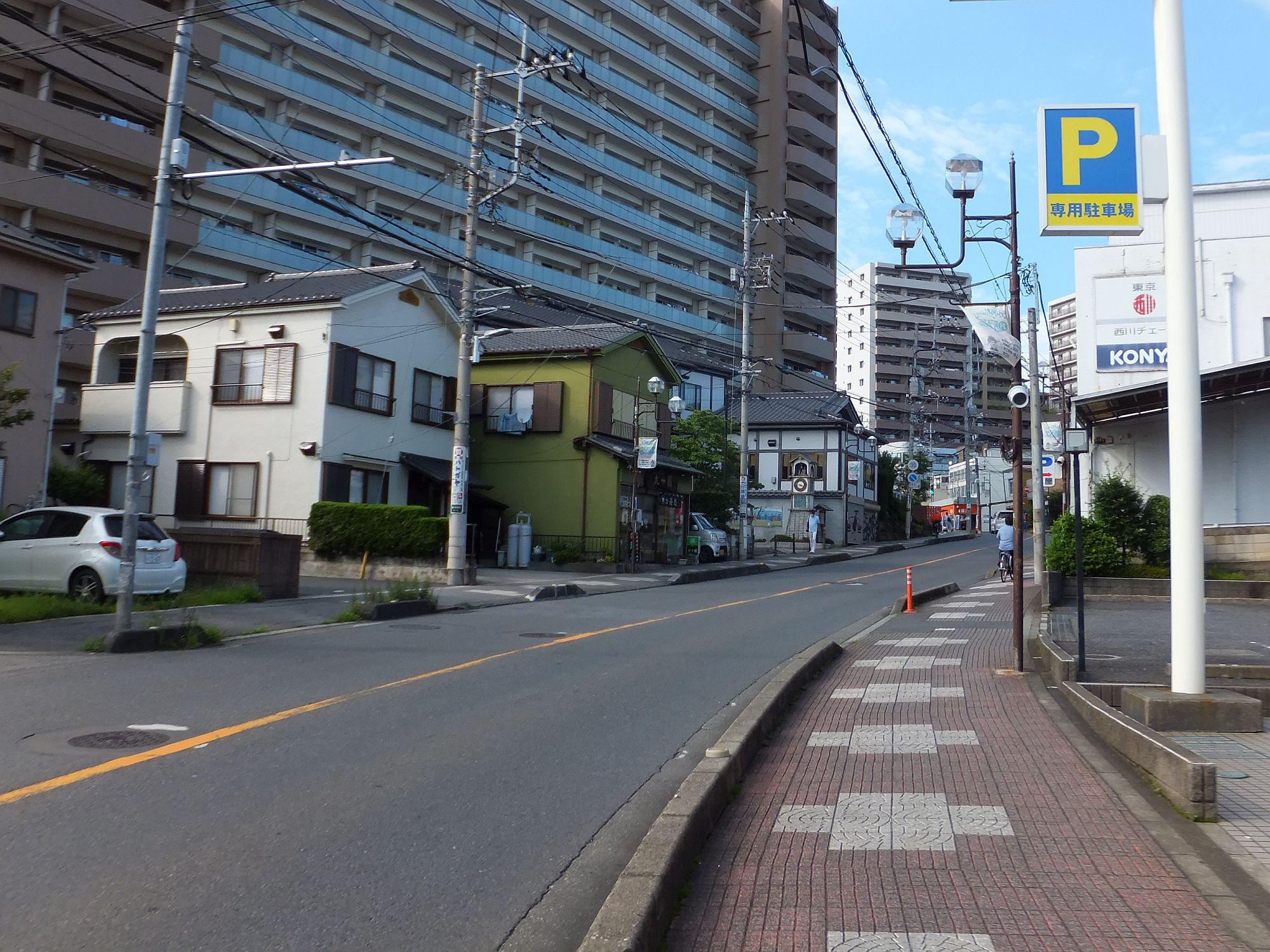
御成坂

国道122号バイパスを境に、町並みが分かれている。厳しい地形の北東部には坂道が続く日光御成道が通り、それに沿って商店街が構成されている。中でも、見沼代用水にかかる吹上橋すぐの急坂は御成坂（おなりざか）といい、この斜面に住宅や商店などを構える人も多い。一方、市の西側にあたる辻地区は平坦だが、同じく西側に位置する里地区は北上するにつれ、上り坂となる。
地形を問わず、全体的に住宅が密集している。市西側の辻地区や里地区などでは昭和時代には田畑が点在していたが、近年急速に宅地化しており、ほぼ全域が市街化している。

### 河川
- 新芝川
- 芝川
- 毛長川
- 見沼代用水東縁
- 北谷用水
- 屋敷添用水
- 永堀用水
- 辰井堀用水
- 沼用水
- 平柳領用水
  - 平柳領用水分流
- 新田井堀
- 落合排水
- 後谷排水
- 江川
- 曲田排水
- 西沼悪水
- 細沼悪水

## 歴史
- 1889年（明治22年）4月1日 - 町村制施行に伴い、北足立郡鳩ヶ谷町・浦寺村の区域をもって鳩ヶ谷町が成立する。
- 1901年（明治34年）5月3日 - 北足立郡北平柳村を編入する。
- 1910年（明治43年） - 関東大水害により、町の南部に大水が発生する。
- 1915年（大正4年） - 電燈が設置される。
- 1916年（大正5年） - バス会社が起業し、バスの営業が開始される。
- 1920年（大正9年） - 電話線が開通する。
- 1926年（大正15年） - 変電所が設置される。
- 1929年（昭和4年） - 役場庁舎が新庁舎となる。
- 1932年（昭和7年） - 耕地整理が町の東側にて行われる。
- 1935年（昭和10年） - 1927年（昭和2年）から同年にかけ町内に新設道路が整備される。
- 1937年（昭和12年） - NHK第二放送所が竣工する。
- 1940年（昭和15年）4月1日 - 川口市に編入される。

- 1945年（昭和20年）8月24日 - 川口放送所占拠事件が発生。放送所が一時占拠される[3]。
- 1948年（昭和23年） - 農業協同組合が組織される。
- 1949年（昭和24年） - 鳩ヶ谷中学校が開校する。
- 1950年（昭和25年）11月1日 - 川口市から分離し、北足立郡鳩ヶ谷町となる。

- 1956年（昭和31年） - 中居小学校が開校する。
- 1960年（昭和35年） - 町役場の新庁舎が完成する。
- 1962年（昭和37年） - 桜保育所が開設される。
- 1964年（昭和39年） - 辻小学校が開校する。同年、里保育所が開設される。
- 1965年（昭和40年） - 環境センター・野球場・公園・児童公園が開設される。同年、南部地域の区画整理事業が行われる。消防本部が設置される。
- 1966年（昭和41年） - 新芝川が整備される。
- 1967年（昭和42年）3月1日 - 市制施行により、鳩ヶ谷市となる。同年、新町名が施行される。消防署が開設される。
- 1968年（昭和43年） - 里小学校が開校する。
- 1970年（昭和45年） - 桜町小学校が開校する。
- 1971年（昭和46年）4月1日 - 川口市との境界を変更する[4]。同年、福祉センターが開所する。
- 1972年（昭和47年） - 八幡木中学校が開校する。同年、南保育所が開所する。
- 1973年（昭和48年） - 南小学校が開校する。
- 1974年（昭和49年） - 市民プールが開設される。
- 1976年（昭和51年） - 南公民館および青少年会館が開設される。
- 1977年（昭和52年） - 三ツ和保育所および保健会館が開設される。
- 1978年（昭和53年） - 里中学校が開校する。
- 1979年（昭和54年） - 武南警察署が設置される。
- 1980年（昭和55年） - 西公民館およびコミュニティセンターが開設される。同年、見沼代用水の改修工事が行われる。
- 1981年（昭和56年） - 郷土資料館および商工会館が開設される。
- 1983年（昭和58年） - 市立図書館およびやすらぎ会館が開設される。
- 1985年（昭和60年） - 鳩ヶ谷サンスポーツセンターが開設される。
- 1988年（昭和63年） - 埼玉県立鳩ヶ谷高等学校が開校する。
- 1995年（平成7年） - 三ツ和に市役所が新築移転となる。
- 2001年（平成13年）3月28日 - 埼玉高速鉄道線が開業し、市内において鳩ヶ谷駅、南鳩ヶ谷駅が開業。
- 2011年（平成23年）10月11日 - 川口市に編入。同日鳩ヶ谷市廃止。2025年1月現在、日本の市が消滅した最後の例となっている。

## 人口
|                                          |                                          |
| 鳩ヶ谷市と全国の年齢別人口分布（2005年） | 鳩ヶ谷市の年齢・男女別人口分布（2005年） |
| ■紫色 ― 鳩ヶ谷市 ■緑色 ― 日本全国        | ■青色 ― 男性 ■赤色 ― 女性                |
| 鳩ヶ谷市（に相当する地域）の人口の推移   |                                          |
| 総務省統計局 国勢調査より                |                                          |

## 行政

### 歴代市長
特記なき場合『日本の歴代市長 : 市制施行百年の歩み』などによる。
| 代 | 氏名         | 就任                       | 退任                       | 備考         |
| -- | ------------ | -------------------------- | -------------------------- | ------------ |
| 1  | 晝間仲右衛門 | 1967年（昭和42年）3月1日   | 1990年（平成2年）9月22日   | 旧鳩ヶ谷町長 |
| 2  | 名倉隆       | 1990年（平成2年）9月23日   | 2006年（平成18年）10月26日 |              |
| 3  | 木下達則     | 2006年（平成18年）10月27日 | 2011年（平成23年）10月10日 | 廃止         |

### 市議会
2010年10月執行（定員15名）。会派は2011年10月10日時点。
- 市民クラブ（5議席）
高野皓司（無所属）、玉井恵章（無所属・民主党推薦）、野口宏明（無所属）、野崎一則（無所属）、安田茂（民主党）
- 公明党（3議席）
関由紀夫、西脇博、三浦みどり
- 日本共産党（4議席）
奥田智子、金子幸弘、豊原美代子、野崎浩伸
- 自由民主党・自民党鳩ヶ谷市議団（2議席）
岩井定一（自由民主党）、岩井博之（自由民主党）
- 無所属（1議席）
本多正樹

### 合併構想
2000年（平成12年）、川口市・草加市・蕨市・戸田市と当市で構成される、「県南5市まちづくり協議会」において合併の研究が始められた。その後この合併構想から草加市、次いで戸田市が離脱し、2002年（平成14年）12月26日、残った3市によって任意協議会「川口市・蕨市・鳩ヶ谷市合併協議会」が結成され、翌年12月には法定協議会に移行した。2004年（平成16年）には新市名の公募が行われ、人口の圧倒的に多い川口の名を新市名とする「川口市」の案が1位となった。その後合併協議会は、この公募結果をもとにまず6点、さらに「川口市」と「武南市」（公募5位）の2点に絞って議決をとった。その結果、蕨市の委員が「武南市」を推薦し当市の委員の一部がそれに応じたため、武南市が新市名として選定された。
川口市の臨時市議会にて、この結果は民意を無視しているとして合併協議離脱を求める決議があり、同年8月、川口市が合併協議会からの離脱を表明、翌月には合併協議会は解散された。合併協議会解散後、鳩ヶ谷市は「合併に関する全世帯意向調査」を行い、「川口市との合併」を求める意見が過半数に達したこと、編入合併についても3割以上の賛成があったことから川口市に改めて合併協議を申し入れた。しかし、川口市は時期尚早とし、2007年2月の時点で合併に至らなかった。川口市との間で懸案となっている当市八幡木におけるし尿処理施設計画を、合併推進派である木下達則市長が受け入れ、3月定例市議会に市長直結の合併推進室を設立するなどの内容の条例が制定された。2007年8月には「鳩ヶ谷市合併推進市民の会」が設立された。
2009年1月、鳩ヶ谷市が川口市に対して再度の合併協議を申し入れたことに対し、川口市の岡村幸四郎市長は、同年7月の定例市議会で同年内に川口と鳩ヶ谷の2市で任意の協議会を設置する意向を表明した。11月に2市は任意協議会設置で合意し、12月には2市の市議会が「早期の任意協議会設置を求める決議案」を可決したことを受け、任意協議会「川口市・鳩ヶ谷市任意合併協議会」が設置された。
2010年6月-7月に川口市が合併の是非を問う住民アンケートの結果、合併推進を求める意見が過半数に達したことを受けて、2市の市議会は9月定例市議会で「川口市・鳩ヶ谷市合併協議会の設置について」の議案を可決して、法定協議会「川口市・鳩ヶ谷市合併協議会」を設置した。その第1回合併協議会で、「鳩ヶ谷市を廃し、その区域を川口市に編入する『編入合併』とし、合併の期日を2011年（平成23年）10月11日とする」ことが決定し、2011年1月28日に鳩ヶ谷市と川口市の合併協定書が調印された。その後、同年8月12日付の官報に総務大臣告示が掲載されたことで、この合併は正式に決定した。
2010年10月に行われた市長選挙と市議会議員選挙において、市長選挙では合併推進派の木下市長の再選となったが、市議会議員選挙では定員15名に17名が立候補をした。結果は、合併推進派は2名落選・慎重及び反対派の候補者が増え、合併推進派8名に対して慎重・反対派は7名となり拮抗した状態となった。選挙後初の市議会となった12月20日の市議会で、この問題を巡り合併に賛成する市民と反対する市民のそれぞれの市民団体から出されていた2件の請願について「合併を完結させる」を採択し、「吸収合併の是非を問う住民投票の早期実施」を不採択とした。両請願の裁決とも賛成7・反対7の同数となり、議長裁決で決まったことからもうかがえる。
合併協定書が調印された後の2011年2月18日、2月臨時市議会で「川口市への編入合併を県知事に申請する議案など合併関連4議案」と、合併に反対する市民団体からの直接請求により提出された「合併の是非を問う住民投票条例案」の採決が行われ、両議案の裁決とも賛成7・反対7の同数となり、またも議長裁決で「合併関連4議案」を可決。「合併の是非を問う住民投票条例案」を否決し、約61年ぶりに川口市との再合併が事実上決まった。
なお、鳩ヶ谷市は鳩ヶ谷町時代の1940年（昭和15年）に新郷村、神根村、芝村と共に当時の国策（皇紀2600年記念行事）によって半強制的に川口市へ編入合併されたが、第二次世界大戦敗戦後の1950年（昭和25年）に再度、当時の旧鳩ヶ谷町域の住民の民意により住民投票を行った上で同年11月川口市から分離し、鳩ヶ谷町を再建した。これにより、川口市への残留を決定していた旧新郷村域が川口の飛地となった。この飛地は1956年（昭和31年）に安行村が川口市へ編入合併されたことに伴い解消しているが、その結果として当市（1967年（昭和42年）3月に市制施行）は南側の一部が東京都足立区に接する箇所を除き、周囲一帯を川口市に取り囲まれる形状となっていた。
なお、旧新郷村が飛地になるにもかかわらず川口市への残留を決定し、かつ安行村という川口市の北東部においてかつて存在していた村落は、地理的に鳩ヶ谷との合併の可能ではあったが、川口との関係をめぐり政情が不安定な鳩ヶ谷よりも、順調に経済が発展していた川口との合併を選択した。
この他1957年（昭和32年）3月にも県から埼玉県新市町村建設促進審議会に基づき川口市と鳩ヶ谷町（当時）の合併が勧告され、翌年3月には鳩ヶ谷町議会で「川口市との合併」議案を可決したものの、同年11月に実施された鳩ヶ谷町議会議員選挙で合併反対派の議員候補が多数当選し、12月の鳩ヶ谷町議会の定例議会で「川口合併取消」の緊急動議が出され賛成多数で可決されたため断念したということもあった。

## 経済

### 産業
- 伝統工芸として釣竿作りがあげられる。
- 苗木・植木・切り花が特産物。
- 機械・食品などの工場がある。

### 企業
- ブルドックソース 鳩ヶ谷工場（2023年9月閉鎖）
- 東京電力 鳩ヶ谷変電所

### 金融機関
- 埼玉りそな銀行
- 武蔵野銀行
- 八千代銀行
- 川口信用金庫
- 青木信用金庫
- 瀧野川信用金庫

## 姉妹都市・友好都市
- 国内
  - みどり市（群馬県）

## 地域

### 地名など
- 桜町
- 本町（現：鳩ヶ谷本町）
- 坂下町
- 里
- 辻
- 三ツ和
- 南（現：南鳩ヶ谷）
- 緑町（現：鳩ヶ谷緑町）
- 八幡木
- 前田

川口市と旧鳩ヶ谷市において「本町」「南」「緑町」という地名があったが、川口市との合併後、川口市における「本町」は変更されず、旧鳩ヶ谷市における「本町」が「鳩ヶ谷本町」と改称され、また鳩ヶ谷市の「南」は合併後「南鳩ヶ谷」となった。同じく両市に存在した「緑町」については、旧鳩ヶ谷市の緑町が「鳩ヶ谷緑町」となった。

### 住宅団地
- URコンフォール東鳩ヶ谷（旧・公団東鳩ヶ谷団地。桜町）
- URコンフォール西鳩ヶ谷（旧・公団西鳩ヶ谷団地。里）

### 公共施設
- 鳩ヶ谷市役所（現：川口市役所鳩ヶ谷庁舎）
- 市民センター（愛称：Dove [ダヴ]）
- 図書館（現：鳩ヶ谷図書館）
- 公民館
  - 中央公民館（現：鳩ヶ谷公民館）
  - 南公民館（現：南鳩ヶ谷公民館）
  - 西公民館（現：里公民館）
- 郷土資料館

- コミュニティセンター
- ふれあいプラザさくら
- 集会所
- 保育所
  - 桜保育所
  - 三ツ和保育所
  - 南保育所
  - 里保育所

- 児童館
- 消防本部・消防署
- 水道課
- 地域子育て支援センター
- スポーツ施設
  - サンスポーツセンター（現：鳩ヶ谷スポーツセンター）
  - 市営球場（現：前田西野球場）
  - 市営庭球場
  - 市民プール（閉鎖中）
  - 青少年会館（現：鳩ヶ谷武道場）

- 健康づくり推進課（保健センター内）
- 福祉センター
- きじばと作業所
- 環境センター

### 警察
- 武南警察署
  - 鳩ヶ谷交番
  - 鳩ヶ谷南交番

### 郵政
郵便番号は市内全域が「334-00xx」である。
- 鳩ヶ谷郵便局 - 鳩ヶ谷市全域の集配を担当
- 鳩ヶ谷桜町郵便局
- 鳩ヶ谷南二郵便局
- 鳩ヶ谷三ツ和郵便局
- 鳩ヶ谷辻郵便局
- 鳩ヶ谷本町郵便局
- 鳩ヶ谷里郵便局

### 教育
小学校
- 鳩ヶ谷市立桜町小学校
- 鳩ヶ谷市立里小学校
- 鳩ヶ谷市立辻小学校
- 鳩ヶ谷市立中居小学校
- 鳩ヶ谷市立鳩ヶ谷小学校
- 鳩ヶ谷市立南小学校 - 川口市立南鳩ヶ谷小学校に改称

中学校
- 鳩ヶ谷市立里中学校
- 鳩ヶ谷市立八幡木中学校
- 鳩ヶ谷市立鳩ヶ谷中学校

高等学校
- 埼玉県立鳩ヶ谷高等学校 - NHK鳩ヶ谷ラジオ放送所跡地

## 交通

### 市内の道路交通規制
埼玉高速鉄道線が開通する前まで、当市の公共交通機関はバスしかなかったため、市内を南北に縦貫する日光御成街道は、路線バス以外平日・土曜の午前7時から9時まで通行禁止としていた。これは「バス専用レーン」で、片側1車線の道路における規制としては全国的にも珍しく、規制当初はNHKのニュースなどでも取り上げられた。現在は規制は廃止され、一般車両も通行できるようになった。
7月の氷川神社まつり・12月のおかめ市の際は、日光御成街道を路線バス・一般車両とも通行禁止にして歩行者専用とするため、路線バスは迂回ルートとして国道122号バイパスを通行をする。

### 路線バス
- 国際興業バス鳩ヶ谷営業所・国際興業バス川口営業所
- 東武バスセントラル草加営業事務所

### 鉄道
- 埼玉高速鉄道線
  - 鳩ヶ谷駅 - 南鳩ヶ谷駅

赤羽岩淵駅より東京メトロ南北線、そして目黒駅より東急目黒線に乗り入れている。なお、川口市にある新井宿駅も当市との市境に近かったため、当市北部の最寄駅となっていた。

### コミュニティーバス
- 鳩ヶ谷市循環バス「ミニは〜と」（鳩ヶ谷市営、国際興業が受託[当時]、2013年12月14日 廃止）

### タクシー
タクシーの営業区域は県南中央交通圏で、川口市・さいたま市・鴻巣市・上尾市・戸田市などと同じエリアとなっている。

### 道路
- 一般国道
  - 国道122号（日光御成街道）
- 主要地方道
  - 埼玉県道34号さいたま草加線
  - 埼玉県道58号台東鳩ヶ谷線（第二産業道路）
- 一般県道
  - 埼玉県道105号さいたま鳩ヶ谷線
  - 埼玉県道106号東京鳩ヶ谷線（鳩ヶ谷街道）
  - 埼玉県道111号蕨鳩ヶ谷線
  - 埼玉県道161号越谷鳩ヶ谷線（鳩越線）
  - 埼玉県道328号金明町鳩ヶ谷線

## 名所・旧跡・建築物
- 市神社（いちがみしゃ）
- からくり時計
- 鳩ヶ谷氷川神社
- 地蔵院

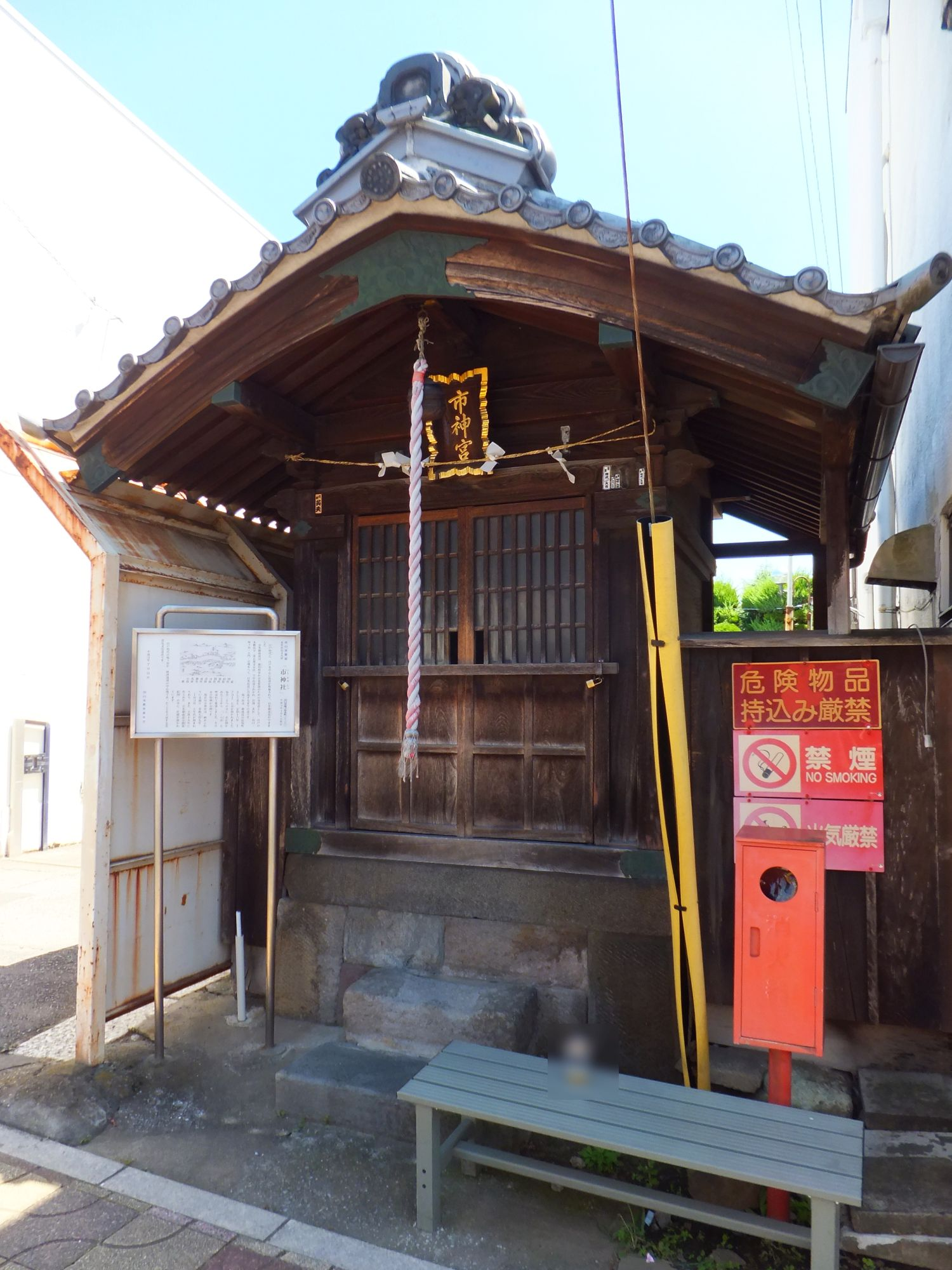
市神社
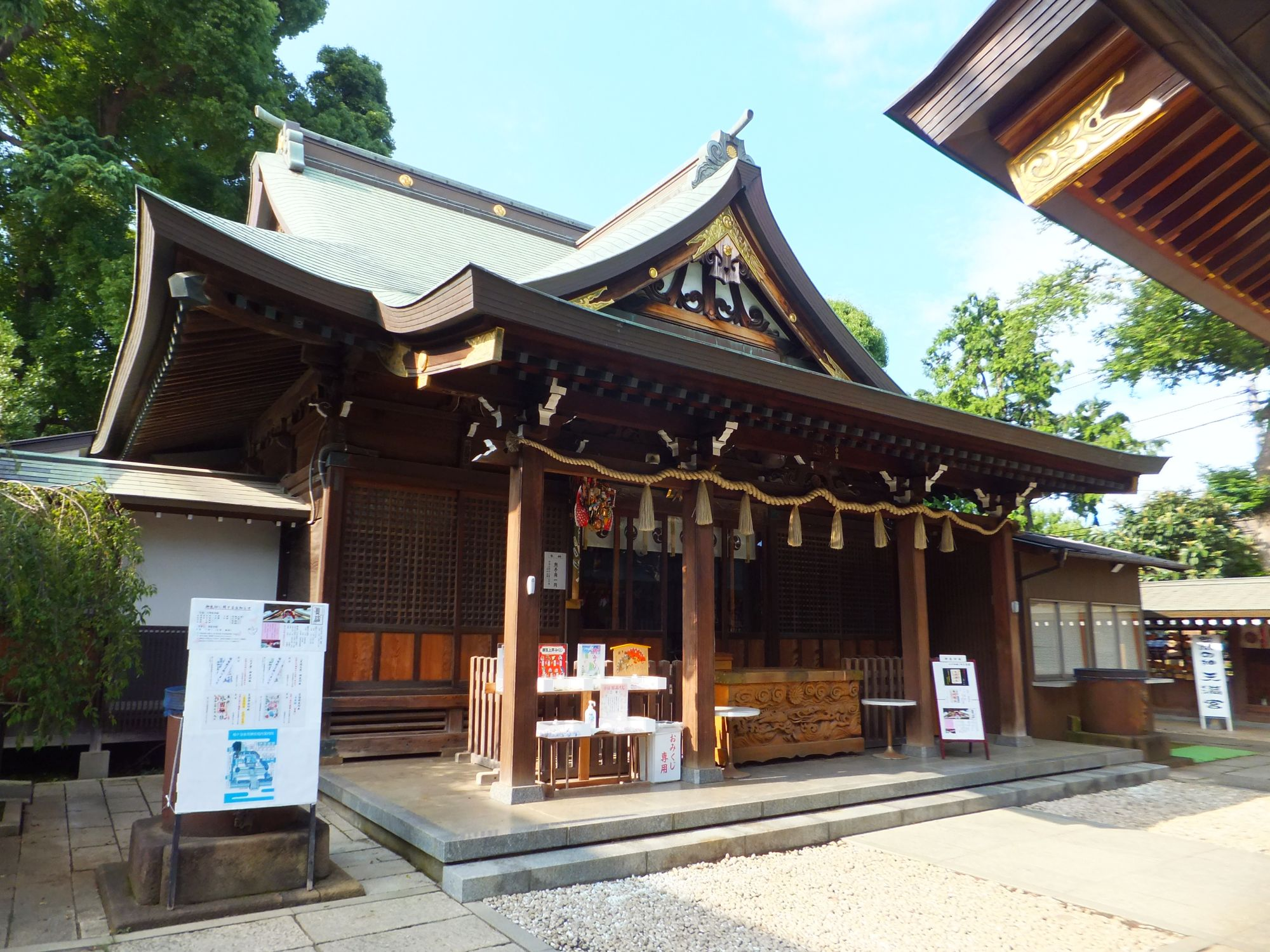
鳩ヶ谷氷川神社

## 祭・イベント
- 夏まつり - 毎年7月に氷川神社で行われるまつりである。
- おかめ市 - 毎年12月23日の夜に、鳩ヶ谷総鎮守である氷川神社で開催される祭り（酉の市）。
- はとがやフェスタ - 時期は10月中旬ごろ。鳩ヶ谷駅および南鳩ヶ谷駅周辺で開催される祭り。

## 人物
- 小谷三志（江戸時代中期に活躍した不二道の指導者）
- 大場久美子（歌手・俳優、元・同市親善大使）
- 土肥義弘（埼玉西武ライオンズ一軍投手コーチ、元・同市親善大使）
- 池田政和（オートレーサー・2002年及び2005年賞金王）
- 小林憲幸（愛媛マンダリンパイレーツ投手）
- 西城正三（元・WBA世界フェザー級王者）
- 大熊氏廣（彫刻家）
- ねこぢる（漫画家）
- りょう（俳優・モデル）
- 石田勝之（前・衆議院議員、日本大学講師）
- 平野清（元・参議院議員）
- 三井理峯（政治運動家。晩年は同市に居住。市議会議員選挙、市長選挙にも立候補）
- 上田浩二郎（漫才師(Hi-Hi所属)、元ベーシスト)
- 二代目柳家平和（落語家)